# Louis Fitzhenry

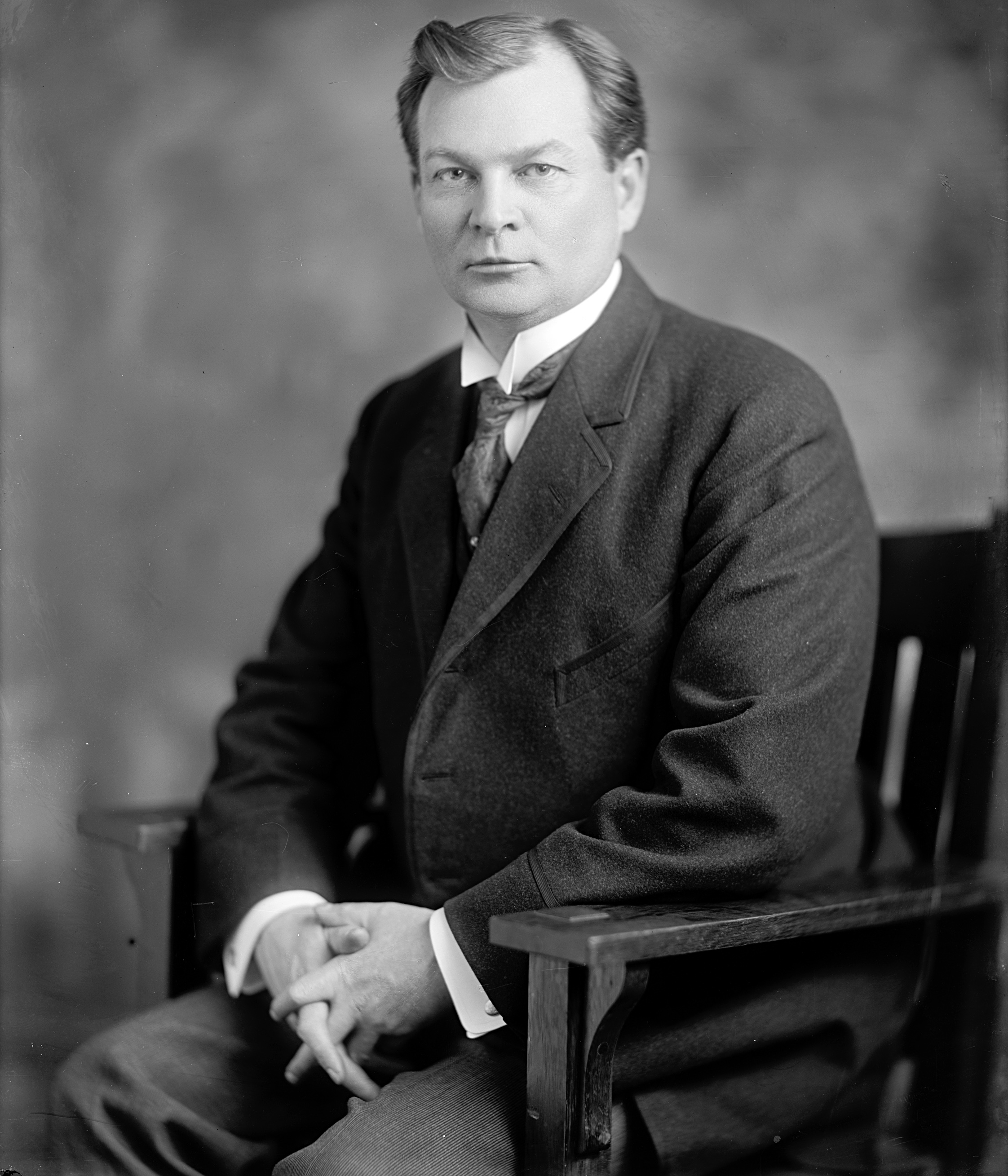
Louis Fitzhenry

Louis Fitzhenry (* 13. Juni 1870 in Bloomington, Illinois; † 18. November 1935 in Normal, Illinois) war ein US-amerikanischer Jurist und Politiker. Zwischen 1913 und 1915 vertrat er den Bundesstaat Illinois im US-Repräsentantenhaus; später wurde er Bundesrichter.

## Werdegang
Louis Fitzhenry besuchte die öffentlichen Schulen in Bloomington und war danach im Journalismus tätig. Nach einem anschließenden Jurastudium an der Illinois Wesleyan University in Bloomington und seiner 1897 erfolgten Zulassung als Rechtsanwalt begann er in diesem Beruf zu arbeiten. Von 1907 bis 1911 fungierte er als städtischer Anwalt in Bloomington. Gleichzeitig schlug er als Mitglied der Demokratischen Partei eine politische Laufbahn ein. 1910 kandidierte er noch erfolglos für den Kongress.
Bei den Kongresswahlen des Jahres 1912 wurde Fitzhenry dann aber im 17. Wahlbezirk von Illinois in das US-Repräsentantenhaus in Washington, D.C. gewählt, wo er am 4. März 1913 die Nachfolge des Republikaners John Allen Sterling antrat, den er bei der Wahl geschlagen hatte. Da er im Jahr 1914 gegen Sterling verlor, konnte er bis zum 3. März 1915 nur eine Legislaturperiode im Kongress absolvieren. Während dieser Zeit wurden 1913 der 16. und der 17. Verfassungszusatz ratifiziert.
Nach dem Ende seiner Zeit im US-Repräsentantenhaus praktizierte Louis Fitzhenry wieder als Anwalt in Bloomington. Zwischen 1918 und 1933 war er als Nachfolger des verstorbenen J. Otis Humphrey Richter am Bundesbezirksgericht für den südlichen Distrikt von Illinois. Am 3. Juni 1933 wurde er von US-Präsident Franklin D. Roosevelt als Richter am Bundesberufungsgericht für den siebten Gerichtskreis nominiert. Nach der Bestätigung durch den US-Senat trat er dort am 16. Juni desselben Jahres die Nachfolge des in den Ruhestand gegangenen George True Page an. Er verblieb auf diesem Posten bis zu seinem Tod am 18. November 1935.